# Tony Bulandra
Tony Bulandra (Târgoviște, districte de Dâmbovița, 13 de març, 1881 – Bucarest, 5 d'abril, 1943), va ser un famós actor romanès, alumne de Constantin I. Nottara. Tony Bulandra estava casat amb l'actriu Lucia Sturdza-Bulandra (1873 - 1961).
Va estudiar al Conservatori d'Art Dramàtic, Bucarest (1902). Protagonista distingit de l'escena romanesa. Membre del Teatre Nacional de Bucarest. Aparició ocasional a alguna pel·lícula com:
- Amor fatal (1911)
- Dragoste la mănăstire (Amor al convent, 1912)
- Trenul fantomă (Tren fantasma, 1933)

Va morir l'any 1943 i va ser enterrat al "St. divendres" de Bucarest.